# Sylvaner
Sylvaner o Silvaner è un vitigno a bacca bianca, coltivato soprattutto in Alsazia e in Germania, dove il suo nome ufficiale è Grüner Sylvaner (tradotto in italiano, Sylvaner verde).

## Produzione
In Germania è meglio conosciuto come un componente del Liebfraumilch, la cui produzione esplose nel 1970 a scapito della qualità. Ha goduto a lungo di una reputazione migliore in Franconia che in altre regioni vinicole tedesche: le versioni alsaziane sono state infatti principalmente considerate vini più semplici. Nel 2006 è stato incluso tra le varietà che possono essere utilizzate per la produzione del vino Alsace Grand Cru.
Questa dicotomia si spiega con il vigore della vite Sylvaner ed il sapore neutro dell'uva, che può portare a una morbidezza del gusto se le rese non sono ben controllate. D'altra parte, dà una tela bianca per l'espressione di terroir, e in buoni siti con vinificazione qualificati, Sylvaner in grado di produrre vini eleganti. Ha un'elevata acidità, e viene così spesso miscelato con altre varietà come il Riesling o Elbling, ed a volte è trasformato in un vino da dessert.
Il Sylvaner viene prodotto anche in Alto Adige, e lo si coltiva principalmente in Val d’Isarco ed è un vino DOC. Una delle sue peculiarità è il suo gusto di minerale e di terra assieme ad aromi.

## Storia
Il Sylvaner è un'antica varietà che è stata a lungo coltivata in Europa centrale, in Transilvania. Lo studio del suo DNA ha rivelato di essere un incrocio tra Traminer e la varietà "Hunnic" Österreichisch-Weiß (che significa "bianco austriaco"). Di conseguenza, si pensa abbia avuto origine nell'epoca dell'impero austriaco.
Si pensa che l'uva arrivò in Germania dopo la Guerra dei Trent'anni in quanto vi è una registrazione di Sylvaner dall'Austria essendo piantato nella Contea di Castell in Franconia, il 5 aprile 1659. Così la Germania ha celebrato il 350º anniversario della Silvaner nel 2009. Prima dell'ampelografia moderna è stato talvolta ipotizzato che questa varietà abbia avuto uno stretto rapporto con viti selvatiche. Prima della tipizzazione del DNA, alcuni hanno assunto un'origine in Transilvania in base al suo nome.
Una moltitudine di Sylvaner è stato piantato in Germania e in Alsazia, dopo la seconda guerra mondiale, raggiungendo il 30% e il 25%, rispettivamente, di superficie totale del vigneto negli anni 1960 - 1970. Era varietà più adulta della Germania fino a quando fu superato dalla varietà Müller-Thurgau intorno al 1970. Gran parte del raccolto tedesco è stato mescolato nella bevanda Liebfraumilch, ma la sua sovrapproduzione ne ha rovinato la reputazione, e il cambio dei gusti ha portato all'estirpazione di molti vigneti. Tuttavia in Franconia, regione legata da decenni ai vini bianchi secchi (mentre nella maggior parte delle altre regioni tedesche si producono vini semi-dolci), il Sylvaner ha mantenuto la sua popolarità.

## Caratteristiche organolettiche
- colore: giallo verdognolo.
- odore: delicato, caratteristico.
- sapore: di corpo armonico.